# Pseudologia Fantastica
Pseudologia Fantastica – utwór amerykańskiego indiepopowego zespołu Foster the People, który znalazł się na ich drugim albumie studyjnym, zatytułowanym Supermodel. Utwór wydany został 25 lutego 2014 roku przez wytwórnię Columbia Records jako drugi singel z nowego albumu. Twórcami tekstu utworu są Paul Epworth i Mark Foster, którzy także zajęli się jego produkcją. Do singla nakręcono także teledysk, a jego reżyserią zajął się Mark Foster.

## Pozycje na listach przebojów
| Kraj              | Lista (2014)    | Najwyższa pozycja |
| ----------------- | --------------- | ----------------- |
| Francja           | Top 200 Singles | 118               |
| Stany Zjednoczone | Hot Rock Songs  | 31                |